# Michelle Breedt
Michelle Breedt (3 de junio de 1967) es una cantante de ópera sudafricana, con registro vocal de mezzosoprano especialmente destacada en la interpretación de las óperas de Richard Wagner y Richard Strauss.

## Biografía
Comenzó su carrera en el Opera Studio de Colonia, uniéndose después a la compañía de ópera de Brunswick, donde se desempeñó en roles mozartianos y de bel canto y, posteriormente, en ópera francesa, especialmente de Héctor Berlioz, forjando una carrera en los principales teatros de Alemania: Hamburgo, Ópera Semper de Dresde, Ópera Alemana de Berlín... y después a nivel internacional: Ópera de París, Ámsterdam, Lisboa, Teatro Real de Madrid, Gran Teatro del Liceo, Tokio, Hong Kong o Nueva York. En los últimos años actúa habitualmente en la Ópera Estatal de Viena y en Zúrich.
En 2000 debutó en el Festival de Bayreuth como Magdalena en Los Maestros Cantores de Nuremberg bajo la dirección de Christian Thielemann, papel que repitió los dos años siguientes. Regresó en 2006, cantando ininterrumpidamente hasta 2014, salvo 2010, en algunas ediciones dos papeles: Fricka en El Anillo del Nibelungo con el mismo director, Brangäne en Tristán e Isolda bajo la dirección de Peter Schneider y Venus en Tannhäuser con Christian Thielemann y Axel Kober.
Ha aparecido frecuentemente en el Festival de Salzburgo y en la Schubertiade de Austria. También se ha desempeñado en recitales en la Musikverein de Viena o el Carnegie Hall de Nueva York. Ha trabajado con los principales directores de nuestro tiempo: Gerd Albrecht, Chritoph von Dohnanyi, Nikolaus Harnoncourt, Marek Janowski, Seiji Ozawa, Simon Rattle, Peter Schneider, Jefrrey Tate, Christian Thielemann o Franz Welser-Möst.
Participó en el estreno mundial de El pasajero de Weinberg, que tuvo lugar en el Festival de Bregenez en 2010.

## Discografía
- Dvorak, Vanda / Gerd Albrecht, Orquesta de la Radio de Colonia (2001)
- Mozart, Las bodas de fígaro / Nicolaus Esterházy Sinfonia, Michael Halász (2002)
- Hindemith, Armonía del Mundo / Marek Janowski, Orquesta Sinfónica de la Radio de Berlín (2002)
- Menotti, Goya / Emmanuel Villaume, Orquesta de la ORF (DVD, 2004)
- Mozart, La clemencia de Tito / Pinchas Steinberg, Orquesta de la Radio de Munich (2006)
- Massenet, Chérubin / Emmanuel Villaume, Teatro Lírico de Cagliari (2006)
- Strauss, Ariadna en Naxos / Christoph von Dohnányi, Ópera de Zúrich (DVD, 2006)
- Brahms, Dos canciones op. 91 / Silke Avenhaus, piano (2007)
- Mendelssohn, El sueño de una noche de verano / Kristjan Järvi, Tonkünstler Orchestra (2007)
- Wagner, El Anillo del Nibelungo / Christian Thielemann, Festival de Bayreuth (2008)
- Dvorak, Katia y el Diablo / Gerd Albrecht, Orquesta de la Radio de Colonia (2009)
- Wagner, Tristán e Isolda / Peter Schneider, Festival de Bayreuth (DVD, 2009)
- Weinberg, El pasajero / Teodor Currentzis, Orquesta Sinfónica de Viena (DVD, 2010)
- Poulenc, Diálogos de Carmelitas / Bertrand de Billy, Orquesta de la ORF (2011)
- Wagner, Los maestros cantores de Nuremberg / Marek Janowski, Orquesta Sinfónica de la Radio de Berlín (2011)
- Schubert, Las estaciones / Nina Schimann, piano (2012)
- Gluck, Ifigenia en Áulide (arreglo de Richard Wagner de 1847) / Christoph Spering, Das Neue Orchester (2013)
- Schumann, Manfred / Bruno Weil (2014)
- Strauss, Obra para voz y piano (2014)
- Wagner, Tannhäuser / Axel Kober, Festival de Bayreuth (DVD, 2014)
- Elgar, El sueño de Gerontius / Edo de Waart, Real Orquesta Filarmónica de Flandes (2015)